# Metro de Medellín
El metro de Medellín és un dels sistemes de transport públic que dona servei a la ciutat de Medellín a Colòmbia i la seva àrea metropolitana. És l'únic metro del món construït en una ciutat abans que a la capital, més poblada, del país. La xarxa disposa de dues línies clàssiques de metro (A i B) i es complementa amb diverses línies de telefèric (J, K i L) anomenades Metrocable. Tot el transport urbà de la ciutat és operat pel Sistema Integrat de Transport del Valle de Aburrá (SITVA).

## Història del projecte
Es va signar el contracte per a la construcció del metro de Medellín per un import de 627 milions de dòlars el novembre de 1983 per un consorci germano-espanyol d'onze empreses entre les quals hi ha Siemens, MAN, Oyckerhoff i Widmann, (Alemanya) i constructores espanyoles (EntreCanales y Tavora, Construcciones y Contratas, Aplicaciones Tècnicas Industriales). L'empresa francesa SGTE va denunciar el contracte per irregularitats però la denúncia és rebutjada.
El projecte de metro compta amb dues línies que sumen 29 km, una línia A nord-sud amb 19 estacions i 23,2 km (30 % per viaducte, la resta en superfície), una línia B est-oest de 7 estacions i 5,6 km (80% per viaducte, la resta subterrània).
Tanmateix, les obres del metro es van interrompre l'any 1990 al 60% de la seva finalització arran de la triplicació del cost inicial del projecte. Els treballs es van reprendre gairebé tres anys després després d'un acord de refinançament amb el govern colombià.
El 30 de novembre de 1995, s'inicia l'explotació comercial del metro entre les estacions de Niquía i Poblado (línia A, 17,2 km, 15 estacions).
La xarxa es va completar el 28 de febrer de 2016 per l'obertura de la línia B, 9 km (incloent-hi l'enllaç no comercial entre les dues línies) amb 7 estacions i el 30 de setembre de 2016 per una prolongació de la línia A de 6 km amb 4 estacions fins a Itagüi.
El setembre de 2012, la línia A es va ampliar en 2,6 km amb dues estacions addicionals, Sabaneta i La Estrella, amb un total de 25,8 km i 21 estacions.
Fora de l'explotació comercial, una línia de 3 km fa l'enllaç entre les dues línies.
En total, el metro de Medellín compta amb dues línies de 31,4 km en funcionament comercial amb 28 estacions.

## Característiques tècniques
Les estacions estan construïdes per acollir trens de sis vehicles.

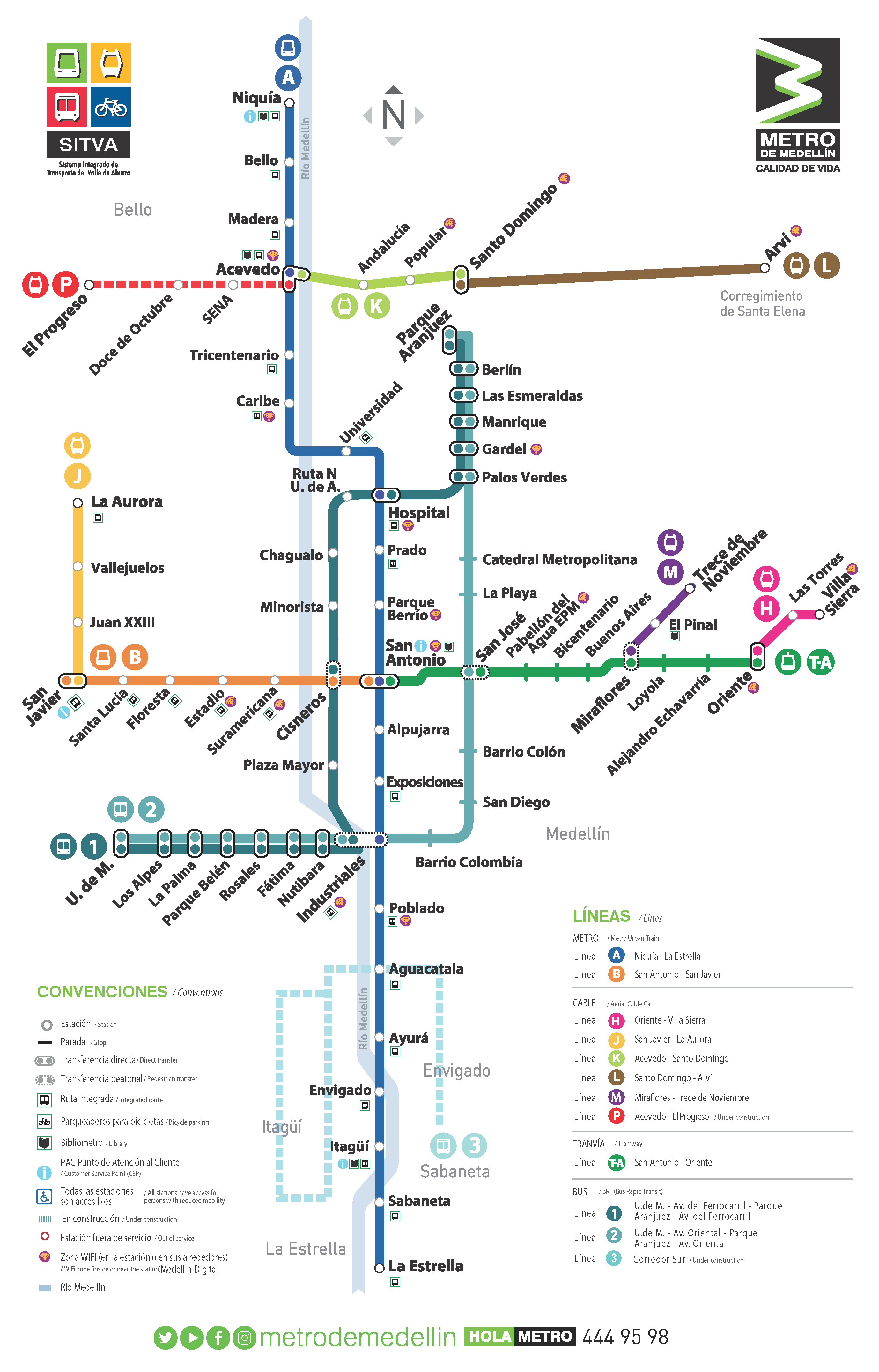
Mapa de la xarxa SITVA

### Material mòbil
El material mòbil inicial està format per 42 trens de tres vehicles Siemens-Man-Ateinsa, quinze trens en formació de sis vehicles per a la línia A i sis trens de sis vehicles per a la línia B. La seva velocitat màxima és de 80 km/h. L'interval previst entre els trens és de cinc minuts durant els períodes punta i de deu minuts durant les hores vall. Aquests vehicles són objecte d'un contracte de renovació obtingut per l'empresa CAF l'any 2018.
L'any 2009 es van encarregar tretze trens de tres cossos del fabricant CAF, als quals s'hi van afegir tres trens addicionals encarregats el 2014. Es van ordenar vint trens similars el juliol 2015 per un import de 89 milions d'euros. L'any 2016 s'hi va afegir una opció de dos trens de tres vehicles a aquesta darrera comanda, fent un total de 38 trens de tres vehicles que poden circular en trens simples o dobles.

### Senyalització
Des del primer moment, els trens de metro han estat equipats amb conducció automàtica de trens amb conductors Siemens LZB 700. La companyia Siemens ha obtingut un contracte de renovació de la línia A del metro de 42 milions d'euros, que s'hauria del 2021,.

## Funcionament i assistència
L'operador de metro és Sistema Integrado de Transporte del Valle de Aburrá (SITVA),
L'any 2008, unes 477.000 persones feien servir el metro cada dia de la setmana. El 2019, les dues línies de metro transporten un milió de viatgers al dia.

## El Metrocable
El metro de Medellín és l'únic sistema de transport públic del món, juntament amb el d'Alger, on les línies de metro estan connectades amb un sistema de cabines per cables aeri.
El 30 de juliol de 2004, s'inaugura la línia K del Metrocable. Es tracta d'un sistema de transport diferent format per telefèrics que connecten l'estació d'Acevedo amb la part més alta del barri de Santo Domingo Savio, un barri habitat per famílies pobres. El 3 de març de 2008, s'obre una segona línia de Metrocable.
La línia L connecta l'estació de Santo Domingo Savio amb el Parc Ecoturístic Arvi.
Dues noves línies de metrocable M i H estan en construcció com a prolongació d'un nou tram metropolità des de l'estació de metro de San Antonio.

## Xarxa actual

### Llistat de les estacions de metro i metrocable de Medellín
Les estacions de transferència estan en negreta.
| Línia A Nord a Sud | Línia B Est a Oest                                                                      | Línia J (Metrocable) Oest a Nord-oest               | Línia K (Metrocable) Nord a Nord-est                  | Línia L (Metrocable) Nord-est a extrem Nord-est |
| - Niquía - Bello - Madera - Acevedo - Tricentenario - Caribe - Universidad - Hospital - Prado - Parque Berrío - San Antonio - Alpujarra - Exposiciones - Industriales - Poblado - Aguacatala - Ayurá - Envigado - Itagüí - Sabaneta - La Estrella | - San Antonio - Cisneros - Suramericana - Estadio - Floresta - Santa Lucía - San Javier | - San Javier - Juan XXIII - Vallejuelos - La Aurora | - Acevedo - Andalucía - Popular - Santo Domingo Savio | - Santo Domingo Savio - Arví                    |